# 斯霍德尼亞河

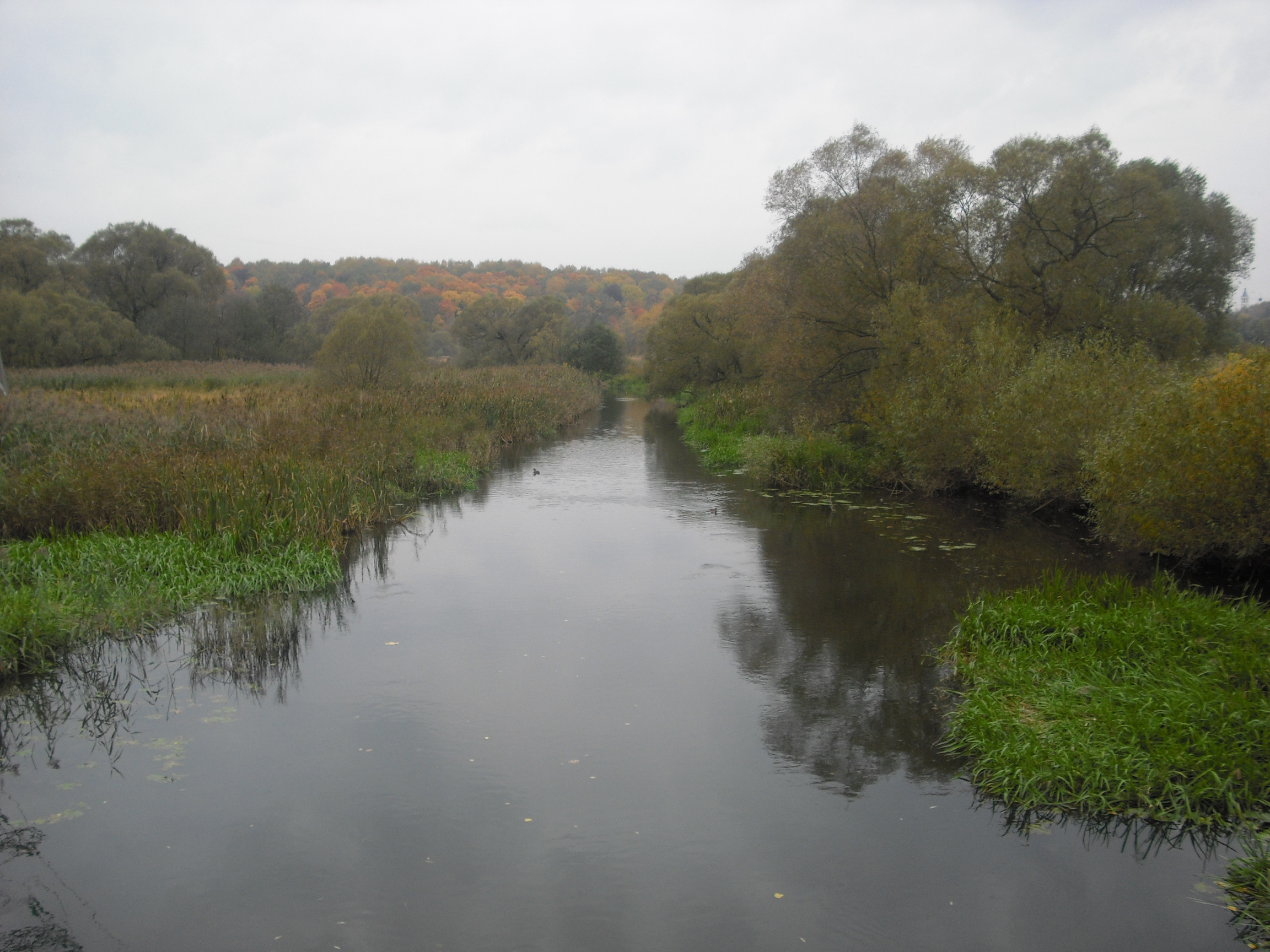
斯霍德尼亞河

斯霍德尼亞河是俄羅斯西北部的河流，屬於莫斯科河第二大的支流，發源自澤列諾格勒，流经莫斯科直辖市和莫斯科州。河道全長47公里，流域面積17.2平方公里，在每年11月至12月上旬開始結冰，直至翌年3月下旬至4月。
55°57′05″N 37°18′50″E / 55.95139°N 37.31389°E